# 安和岳
安和岳（あわだけ）は、沖縄本島北部の本部半島に位置する、標高432メートルの山。

## 地勢・自然
沖縄本島北部にある本部半島の南に位置する。沖縄県名護市の大字「勝山（かつやま）」にあり、小字は「我謝如古山（ガジャナクヤマ）」に属する。また、同市の大字「安和（あわ）」の北方にそびえる。標高は432メートルで、沖縄県内で第10位、沖縄本島内で第5位の高さである。北に八重岳、東北東には嘉津宇岳があり、これら一帯は本部半島のほぼ中央部の山塊を形成している。
安和岳の山体は南北に約1キロメートル、東西に約300メートルの範囲に及び、特に西側と南側は急な斜面をなす。西側の谷に「我謝如古バンタ」と呼ばれる岩壁があり、高さ15メートル以上の石灰岩で形成され、鍾乳洞が存在している。地質は古生代ペルム紀の石灰岩を主とする本部層で、円錐状のカルスト地形を形成し、山頂は切り立つ岩が露出している。千枚岩や粘板岩が一部見受けられ、西麓に緑色岩がまとまって分布している。嘉津宇岳と安和岳付近の石灰岩地帯を流れる穴窪川と安和与那川の中上流部においては地下に伏流し、大雨の際は一時的に地面に表流する。
安和岳は、1972年（昭和42年）に指定された「嘉津宇岳安和岳八重岳自然保護区」に含まれる。また、沖縄県は1989年（平成元年）に「嘉津宇岳・安和岳・八重岳自然環境保全地域」を設定した。イスノキやヤブニッケイなどの常緑広葉樹林が自生し、ホントウアカヒゲやイボイモリ、コノハチョウなどの動物が生息している。麓の斜面にシークヮーサーが栽培されている。

## 人間史
安和岳は方言で「アーダキ」という。『ペリー艦隊日本遠征記』に所載された地図には、嘉津宇岳・安和岳・八重岳の一帯を「NATCHIJIN MOUNTAINS （ナチジン山地）」と記している。
かつて首里王府に仕えていた幸地里主（幸地里之子）といわれる役人が、首里から追放され、安和岳の山中に潜んだという伝説があり、8合目の南斜面に彼が隠れたといわれる洞穴が存在する。部下を連れて来た彼は当初、村人から歓迎されていたが、次第に労働意欲を失い、終いには農作物を荒らすなど、村人から山賊と呼ばれるようになったという。また、麓にある安和の女性たちは彼らに襲われるので、村人は生まれてくる娘が美人にならないように願ったという。村の人々は、首里からの軍勢が安和岳に攻め入るという知らせを流して、退治計画を立てた。夕方、数十隻の船が名護湾へ出され、松明に火をつけ、それに伴い銅鑼や鐘の音が響き渡った。村人は、首里の軍が山賊を退治しに来たと叫び、その様子に驚いた山賊は去っていったという。
安和と本部町を結ぶ道路（後の国道449号）が完成する1934年（昭和9年）までは、山間の道を利用しなければならず、当時は人力での運搬が主であり、収穫したシークヮーサーを女性たちが、安和岳の西にある我謝如古バンタの道を徒歩で売りに出かけたが、シークヮーサーの売値は安く、現金収入は少なかったという。戦時中、我謝如古バンタの周辺には周辺住民の避難小屋が設けられ、また日本軍の兵舎もあった。戦後に入ってしばらく、我謝如古バンタの奥に十数軒の集落が存在したが、移住により消滅し、生活跡が残っている。ここから通う子供らは、学校まで1時間半以上を要し、また大雨により一時的に冠水し、流れが速くなるため、通学できないこともあった。

## 登山
安和岳は傾斜が大きく、石灰岩で切り立つ山肌であるため、登山は容易ではない。登山口は勝山の西又集落を越えた川と道路が交わる場所にあり、ミカン畑の間を通る登山道で、安和岳と嘉津宇岳に挟まれた谷の急な斜面を登ることになる。安和岳の南に「三角山」と呼ばれる山があり、「古巣岳」といわれる山への分岐点を過ぎて山頂へ向かう登山道があり、また三角山と安和岳との山頂間を通るルートもある。2004年（平成16年）に「勝山つたえ隊」という地元ガイドが設定した安和岳の登山道は「中級者向け」とされ、下山を含む所要時間は5時間としている。頂上からは、本部半島や名護湾のほかに、金武湾を遠望できる。